# Horgenzell
Horgenzell ist eine Gemeinde im baden-württembergischen Landkreis Ravensburg in Deutschland.

## Geographie

### Geographische Lage
Die Gemeinde Horgenzell liegt zwischen Bodensee und oberschwäbischem Hügelland, etwa zehn Kilometer westlich von Ravensburg. Die Entfernung nach Friedrichshafen am Bodensee beträgt etwa 20 Kilometer.

### Nachbargemeinden
Nachbargemeinden sind Wilhelmsdorf, Fronreute, Berg und die Ortschaften Schmalegg und Taldorf der Stadt Ravensburg (alle Landkreis Ravensburg) sowie die Gemeinden Oberteuringen und Deggenhausertal im Bodenseekreis.

### Gemeindegliederung
Die Gemeinde Horgenzell entstand 1972 aus den ehemals selbständigen Gemeinden Hasenweiler, Kappel, Wolketsweiler und Zogenweiler. 1974 kam der Ortsteil Tepfenhart dazu.
Zu allen Ortsteilen gehören zahlreiche Wohnplätze:
- Zu Hasenweiler gehören das Dorf Hasenweiler, die Weiler Buggenhausen, Danketsweiler, Pfärrenbach, Ringenhausen und Sießen, die Höfe Eggwies, Einhalden, Esbach, Gattenhof, Gattenmühle, Haslachmühle, Ibach, Neugattenhof, Reishof und Remete sowie das Haus Buchmühle.
- Zu Kappel gehören die Weiler Kappel, Firmetsweiler, Geigen, Happenweiler, Megetsweiler, Rußmaier, Sattelbach, Schmalzhafen und Urbanstobel, die Höfe Groben, Langenreute und Schwedistobel sowie das Haus Birkenbühl.
- Zu Wolketsweiler gehören das Dorf Wolketsweiler, die Weiler Gossetsweiler, Horgenzell, Rolgenmoos, Tepfenhart, Wälde, Wilhelmskirch und Winterbach, die Höfe Baumgarten, Detzenweiler, Dürrsuppen, Fronhof, Grauenstein, Kramerhäusle, Ludisreute, Schneris, Stockenreute, Teufelsberg, Teufelsmühle, Wart und Weiherhof.
- Zu Zogenweiler gehören das Dorf Zogenweiler, die Weiler Absenreute, Beckenweiler, Bettenweiler, Blümetsweiler, Furt, Görtbild, Liebenreute, Locherhof, Luft, Nehmetsweiler, Oberschoren, Oberwaldhausen, Ringgenweiler, Schachen und Wechsetweiler, die Höfe Adelmühle, Hartobel, Kessler, Klitzistobel, Neu-Schoren (Oberschoren), Rötenbach, Schlotten, Schwarzhäusle und Unterschoren sowie die Häuser Boscher und Fenkenmühle.

## Geschichte

### Bis zum 19. Jahrhundert
Die Gemeinde wurde im Jahr 1094 erstmals urkundlich als Horguncella erwähnt. Die Herkunft dieses Ortsnamens ist bis heute nicht eindeutig geklärt. Das Gebiet der heutigen Gemeinde gehörte bis auf das badische Tepfenhart bis 1803 zur Reichsabtei Weingarten und kam dann mit dieser 1806 zum neu gegründeten Königreich Württemberg, wo es zum Oberamt Ravensburg, dem Vorläufer des heutigen Landkreises, zählte.

### Gemeindefusion
Die Gemeinde wurde bei der Gemeindereform am 1. März 1972 aus dem Zusammenschluss der Gemeinden Hasenweiler, Kappel, Wolketsweiler und Zogenweiler gegründet. Der Ort Horgenzell war damals ein Teil der Gemeinde Wolketsweiler.

### Eingemeindungen
- 1. Dezember 1974: Tepfenhart (Umgemeindung von Ravensburg)[3]

## Religionen

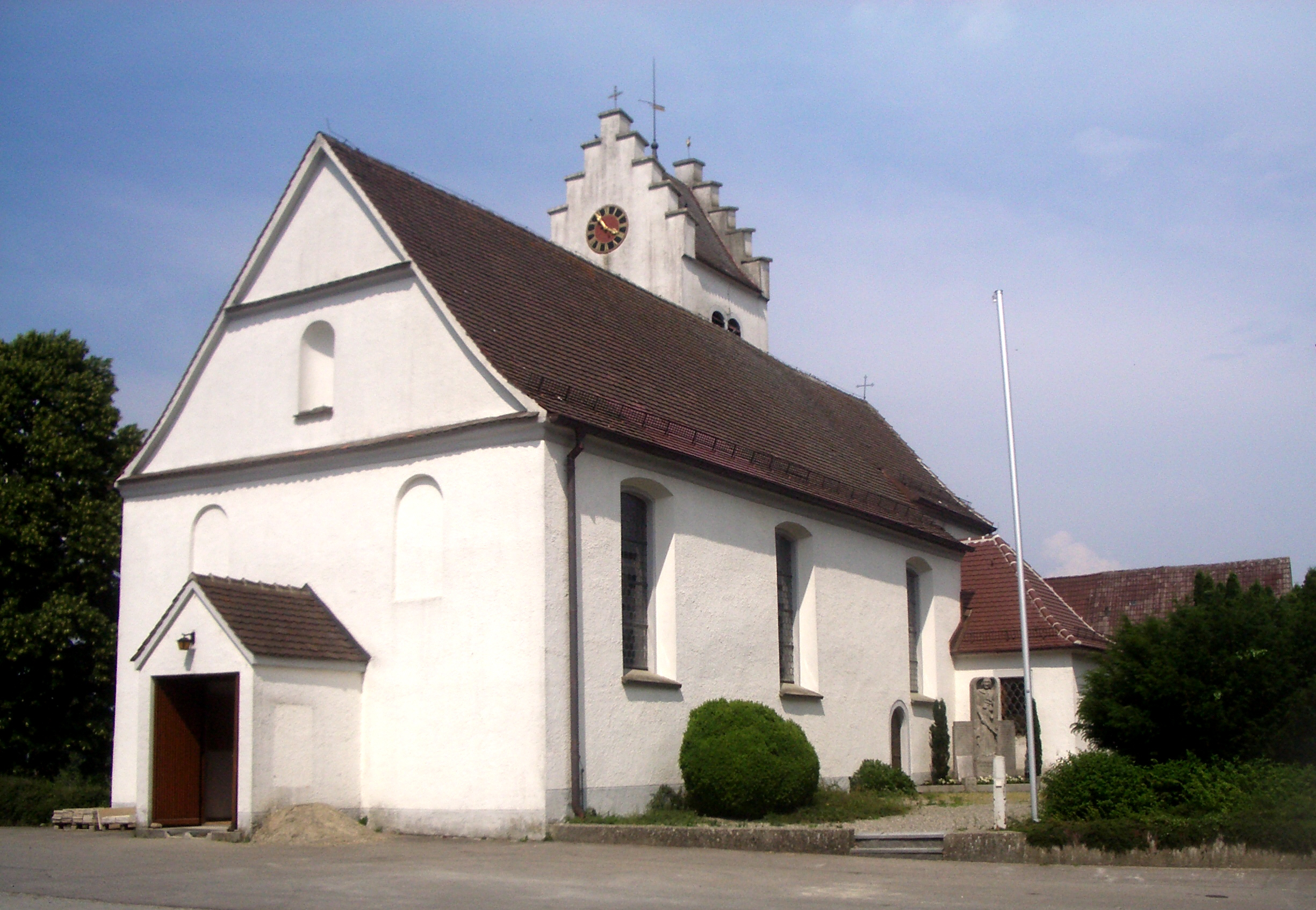
Pfarrkirche St. Ursula, Horgenzell

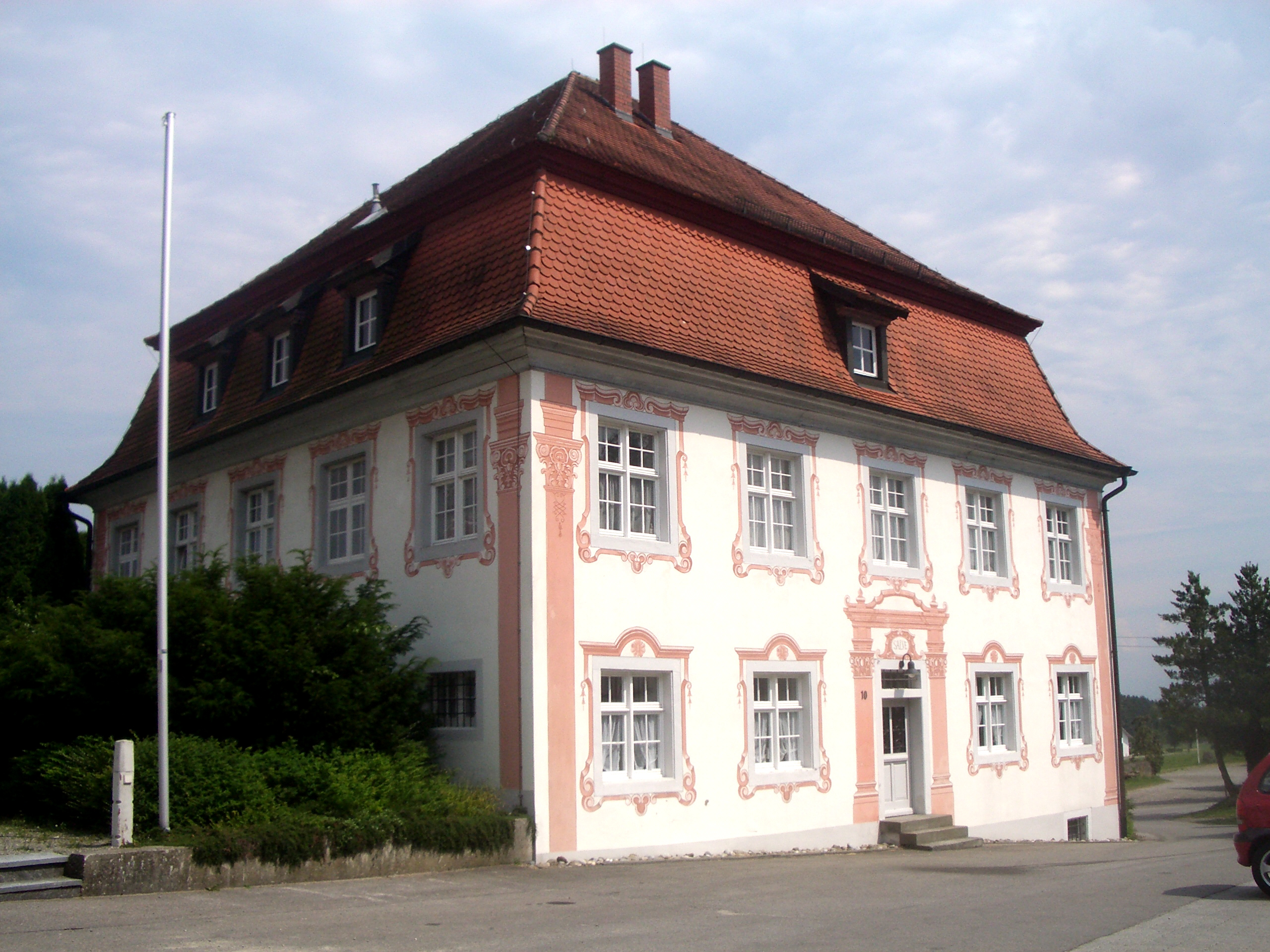
Pfarrhaus in Horgenzell

Horgenzell ist wie das gesamte Umland römisch-katholisch geprägt. Die Gemeinde ist Sitz folgender Pfarreien, die alle zum Dekanat Allgäu-Oberschwaben der Diözese Rottenburg-Stuttgart gehören und mit weiteren Kirchengemeinden auf dem Gebiet der politischen Gemeinde Wilhelmsdorf in der Seelsorgeeinheit „Zocklerland“ zusammengeschlossen sind:
- St. Johannes Baptist, Danketsweiler
- Mariä Geburt, Hasenweiler
- St. Ursula, Horgenzell
- FilialKG St. Ulrich, Winterbach
- St. Gallus, Kappel
- FilialKG St. Venantius, Pfärrenbach
- St. Stephanus, Ringgenweiler
- St. Johannes Baptist, Wilhelmskirch
- FilialKG St. Laurentius, Tepfenhart
- St. Felix und Regula, Zogenweiler

Die Pfarreien Danketsweiler, Hasenweiler, Pfärrenbach, Ringgenweiler und Zogenweiler werden vom Pfarramt Hasenweiler, die Pfarreien Horgenzell, Kappel und Wilhelmskirch vom Pfarramt Horgenzell betreut.
Hinweis: Eine kirchenrechtliche Besonderheit ist, dass die ehemals badischen Territorien (z. B. Tepfenhart) zum Erzbistum Freiburg gehören; seelsorgerisch werden sie allerdings vom Bistum Rottenburg-Stuttgart betreut.
Die evangelische Kirchengemeinde Wälde-Winterbach umfasst Mitglieder, die in 60 Dörfern, Weilern und Einzelhöfen im gesamten Gebiet der Gemeinde Horgenzell und in der Ravensburger Ortschaft Schmalegg leben. Die Diaspora-Gemeinde gehört zum Dekanat Ravensburg und hat 917 Gemeindeglieder (Stand: 2014).
Seit Anfang 2020 sind die evangelische Kirchengemeinde Bavendorf und die evangelische Kirchengemeinde Wälde-Winterbach fusioniert. Die dadurch neu entstandene Gemeinde heißt nun Evangelische Kirchengemeinde Bavendorf-Winterbach.

## Politik

### Gemeinderat
Der Gemeinderat in Horgenzell besteht aus den gewählten 22 ehrenamtlichen Gemeinderäten und dem Bürgermeister, der den Vorsitz führt und im Gemeinderat stimmberechtigt ist.
Die Kommunalwahl am 9. Juni 2024 führte zu folgendem Ergebnis. Die Wahlbeteiligung lag bei 69,11 %.
| Partei / Liste | Stimmenanteil | Sitze | Ergebnis 2019   |
| Freie Wähler   | 45,87 %       | 10    | 39,1 %, 7 Sitze |
| Freie Bürger   | 41,31 %       | 9     | 43,4 %, 8 Sitze |
| Grüne          | 12,81 %       | 3     | 17,6 %, 3 Sitze |

### Bürgermeister
Der Diplom-Verwaltungswirt Volker Restle hatte im Mai 2004 mit 65,3 Prozent gleich im ersten Wahlgang die Bürgermeisterwahl zu seinen Gunsten entschieden. Sein langjähriger Vorgänger war Gerhard Brugger. Im Mai 2012 konnte Restle bei der Wiederwahl 97,7 % der Stimmen erzielen. Im Jahr 2020 erlangte Restle bei der Wiederwahl 96,1 % der Stimmen.

### Wappen
| Wappen der Gemeinde Horgenzell | Blasonierung: „In Rot eine silberne (weiße) Stufengiebelspitze, belegt mit einem roten Tatzenkreuz (Kreuzlinger Kreuz).“ |
| Wappen der Gemeinde Horgenzell | Wappenbegründung: Am 1. März 1972 wurde die neue Gemeinde Horgenzell durch Vereinigung von Hasenweiler, Kappel, Wolketsweiler und Zogenweiler gebildet. Sie legte ein Wappen fest, in dem das „Kreuzlinger Kreuz“ an den ehemaligen Besitz des Klosters Kreuzungen im namengebenden Weiler Horgenzell wie auch in anderen Teilen der Gemeinde erinnern soll. Der Stufengiebel ist ein Charakteristikum verschiedener Kirchtürme im Gemeindebereich. Alle vier eingangs genannten Teilorte unterstanden zeitweilig der hohen Obrigkeit der vorderösterreichischen Landvogtei Schwaben, weshalb die österreichischen Farben Silber (Weiß) und Rot gewählt worden sind. Das Innenministerium hat das Wappen und die Flagge am 18. Juni 1975 verliehen. |

Wappen der ehemals eigenständigen Gemeinden

Hasenweiler
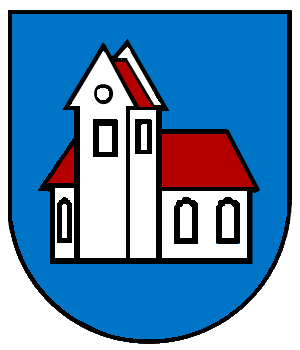
Kappel
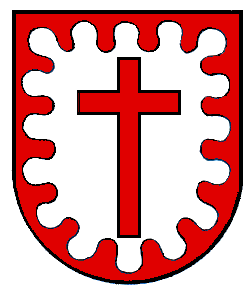
Wolketsweiler
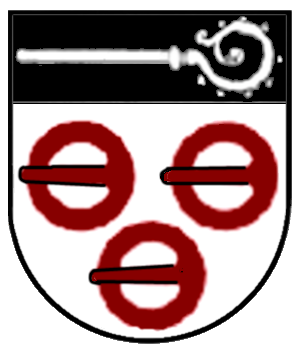
Zogenweiler

## Kultur und Sehenswürdigkeiten

### Musik
In vier Musikvereinen wird in den Ortsteilen Hasenweiler, Horgenzell, Wilhelmskirch und Zogenweiler die Blasmusik gepflegt. Neben kirchlichen Chören gibt es einen Jugendchor und einen Männergesangverein.

### Sport
- SV Horgenzell

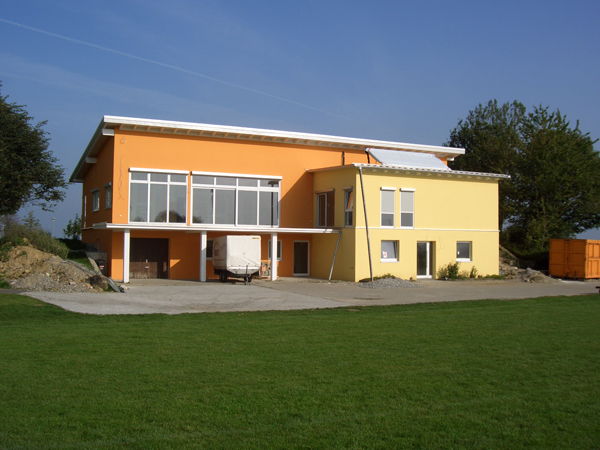
Sportheim des SV Horgenzell

- Schützenverein „Hubertus“ Zogenweiler

### Regelmäßige Veranstaltungen
- Jährlich feiern die Horgenzeller das Sommerfest, das Maifest Zogenweiler, das Maifest Hasenweiler und das Dorffest Wilhelmskirch, im Dezember findet ein Weihnachtsmarkt statt.
- Auf dem Bauernhof Einhalden traten von 2004 bis 2016 jährlich am letzten Juliwochenende überregional bekannte Musiker und Kabarettisten beim Einhaldenfestival auf. Seit 2017 findet das Festival unter demselben Namen bei Fronhofen auf dem Kaseshof in Geratsreute statt.

## Wirtschaft und Infrastruktur

### Ansässige Unternehmen
In Horgenzell war der Hauptsitz der Raiffeisenbank Ravensburg eG mit acht Filialen. Seit 2016 ist der Hauptsitz in neuen Firmensitz in Ravensburg.

### Verkehr
Horgenzell liegt an der Landesstraße 288 (Ravensburg–Pfullendorf) und der Landesstraße 290 (Friedrichshafen–Saulgau).
Die Gemeinde ist mit einigen Buslinien unter anderem mit Ravensburg verbunden und gehört dem Bodensee-Oberschwaben Verkehrsverbund (bodo) an.
An den Ortsteilen Hasenweiler und Haslachmühle vorbei führt als Landes-Radfernweg der Oberschwaben-Allgäu-Radweg. Er ist eine Rundstrecke über Ulm und Tettnang und verläuft dabei aus Markdorf über Deggenhausertal (durch den Ortsteil Roggenbeuren und an Urnau vorbei) in die Gemeinde und weiter nach Wilhelmsdorf.
Bis auf den Ortsteil Horgenzell haben die Teilorte keine Straßennamen. Die Grundstücke sind straßenweise durchnummeriert, so dass die Straßen beispielsweise mit „1-99“ benannt sind. Die Adresse setzt sich dann aus dem Teilort und der Hausnummer zusammen, zum Beispiel „Wilhelmskirch 372“. Auf diese Weise konnten die ehemals eigenständigen Gemeinden und Wohnplätze ihre Ortsnamen auch nach der Gemeindereform behalten.

### Rundfunksender

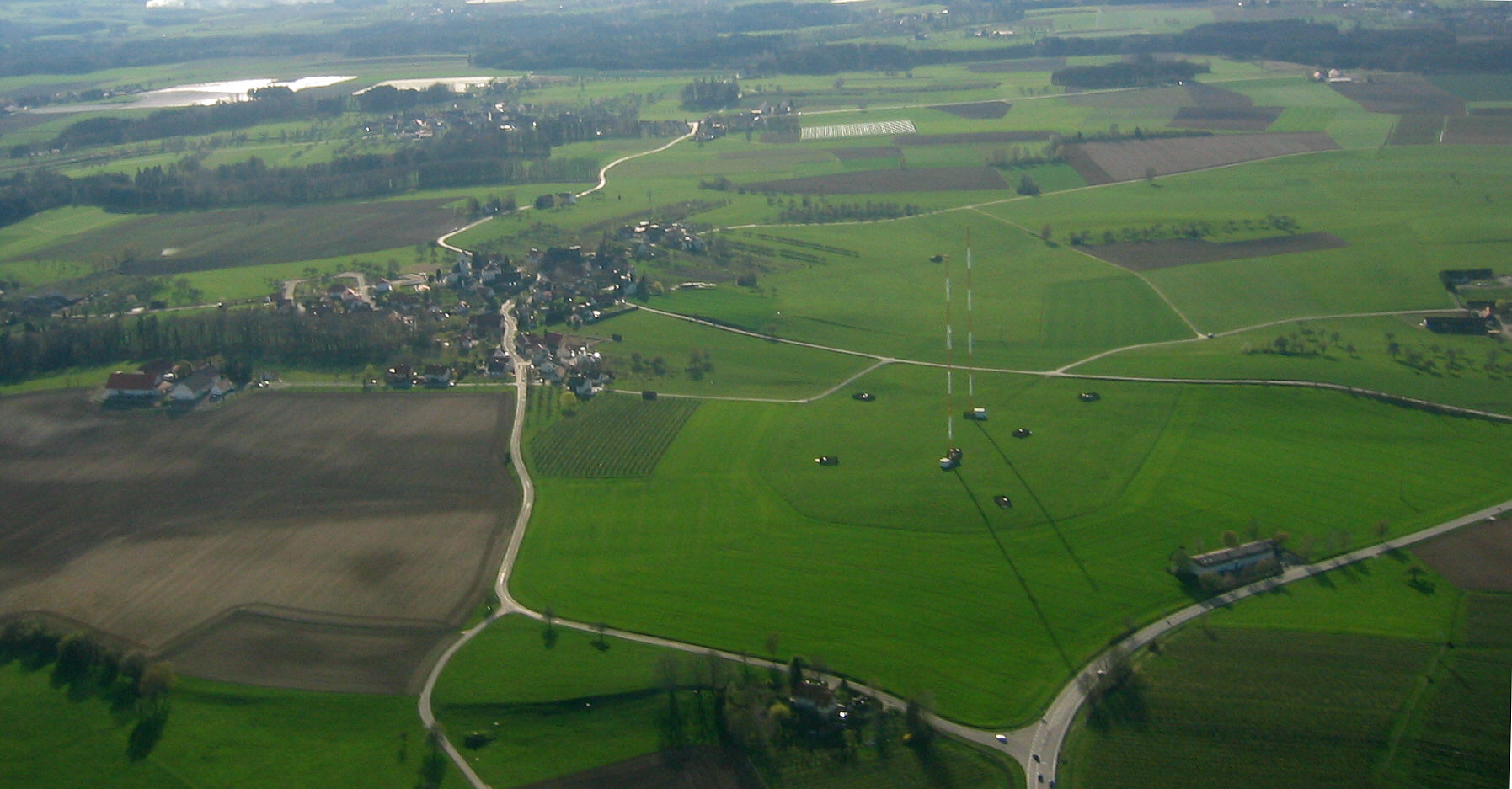
Ortsteil Wilhelmskirch (links) mit dem Sender Ravensburg

Im Ortsteil Wilhelmskirch wurde von 1951 bis 2015 der Sender Ravensburg für Mittelwelle betrieben. Die Deutsche Telekom verbreitete von hier aus das Programm des Deutschlandfunks auf der Frequenz 756 kHz mit einer Leistung von 100 kW. Der Sendebetrieb des Deutschlandfunks endete am 31. Dezember 2015
Die Sender wurden am 24. Januar 2018 abgebaut und verschrottet. Damit verschwanden zwei weit hin sichtbare Orientierungspunkte dieser Region.

### Bildung

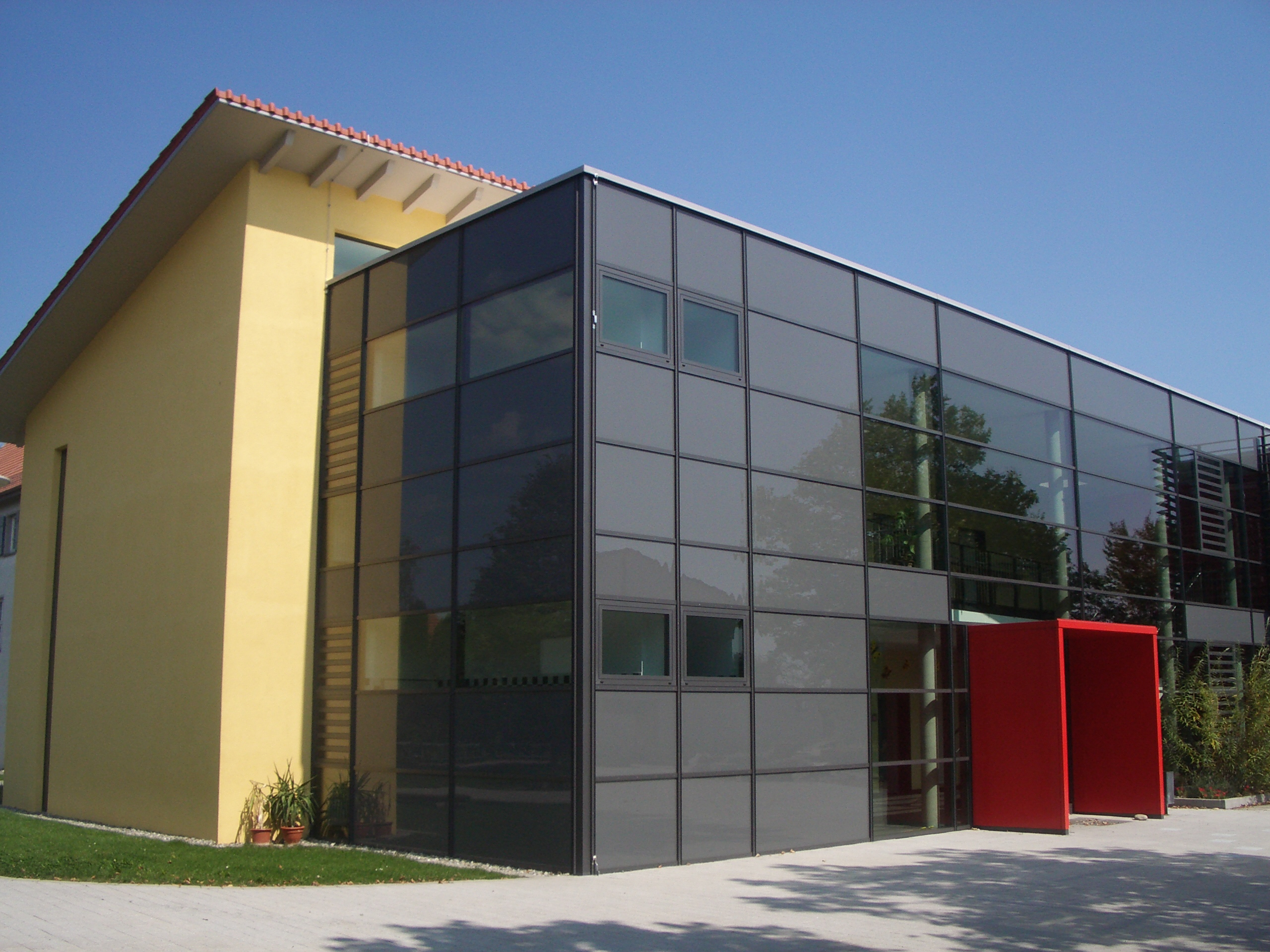
Erweiterungsbau der Gemeinschaftsschule Horgenzell

Horgenzell ist Sitz einer Gemeinschaftsschule, die von Schülern aus Horgenzell und den umliegenden Gemeinden besucht wird. Für die Klassenstufen 1 und 2 bestehen noch Außenstellen in Danketsweiler und Kappel. Für die jüngsten Einwohner gibt es drei kommunale, einen römisch-katholischen und einen privat betriebenen Kindergarten.
Im Ortsteil Hasenweiler betreiben die Zieglerschen Anstalten die heilpädagogische Spezialeinrichtung Haslachmühle für Kinder, Jugendliche und junge Erwachsene mit geistiger Behinderung und Hör-/Sprechbehinderung.

## Persönlichkeiten

### In Horgenzell geboren
- Ernst Leuze (* 1935), Kirchenmusikdirektor, Komponist und Chorleiter
- Nico Reith (* 1991), parteiloser Kommunalpolitiker

## Trivia
- Die zur Gemeinde gehörenden Weiler Danketsweiler und Hasenweiler werden im Text des Schwobarock Songs Ratzariader Schenkelbatscher von Grachmusikoff erwähnt.[8]